# The Spectacular
The Spectacular és una minisèrie de televisió de sis episodis del 2021 dirigida per Willem Bosch. Narra els atacs de l'Exèrcit Republicà Irlandès Provisional contra personal militar britànic en sòl neerlandès a finals dels anys 1980.
Es va estrenar a l'Estat espanyol el 29 de març de 2022 per Filmin, disponible en versió original subtitulada en català i castellà.

## Sinopsi
Després d'un seguit d'atemptats de l’organització paramilitar irlandesa contra personal britànic destinat a la regió fronterera de Limburg, la policia neerlandesa recluta l'acadèmica Jeanine Maes per donar un cop de mà a la investigació. Aviat es troba davant de la sospitosa principal, una membre activa de l’IRA Provisional altament efectiva. Paral·lelament, a Irlanda del Nord, l'MI5 mira d’infiltrar-se als cercles més propers del que se suposa que properament estarà al capdavant de l’operació de l’IRA Provisional al continent.

## Repartiment
- Hadewych Minis com a Jeanine Maes
- Aoibhínn McGinnity com a Fiona Hughes, membre de l'IRA Provisional.
- Carina de Vroome com a Leonie van Hartog
- Jacob Derwig com a Frank Maes
- Michel Sluysmans com a Martin de Waard
- Jochum ten Haaf com a Joris
- Porgy Franssen com a Sjuul Livestro
- Kenneth Herdigein com a Boudewijn de Rondt
- Ian Beattie com a Corey O'Keefe
- Kerr Logan com a Patrick Lynch
- Cillian Lenaghan com a Paul O'Keeffe
- Declan Conlon com a Declan Moore
- Michael Patrick com a Robin
- Gary Crossan com a Michael Handler
- Torsten Colijn com a Andrew Garrison
- Fred Goessens com a Joep Henriks
- Karen Sibbing com a Hedwig
- Nevajo Rezai com a Danny Maes

## Episodis
| Núm. d'història | Episodi | Títol                | Direcció     | Guió                           | Data d'estrena      |  |
| --------------- | ------- | -------------------- | ------------ | ------------------------------ | ------------------- |  |
| 1               | 1       | "Stammenstrijd"      | Willem Bosch | Willem Bosch i Pieter Kuijpers | 2 de gener de 2022  |  |
|                 |         |                      |              |                                |                     |  |
| 2               | 2       | "Politieke lichamen" | Willem Bosch | Willem Bosch i Pieter Kuijpers | 9 de gener de 2022  |  |
|                 |         |                      |              |                                |                     |  |
| 3               | 3       | "De duivel zelf"     | Willem Bosch | Willem Bosch i Pieter Kuijpers | 16 de gener de 2022 |  |
|                 |         |                      |              |                                |                     |  |
| 4               | 4       | "The Irish cause"    | Willem Bosch | Willem Bosch i Pieter Kuijpers | 23 de gener de 2022 |  |
|                 |         |                      |              |                                |                     |  |

## Recepció
La pel·lícula es va estrenar al Festival de Cinema dels Països Baixos a Utrecht l'any 2021. Michel Sluysmans va ser guardonat amb un vedell d'or al millor paper secundari en una sèrie dramàtica pel seu paper de Martin de Waard, l'estoic company de la Jeanine.

## Dramatització
El personatge de Fiona Hughes està basat en la terrorista Donna Maguire, que, com el seu germà Malachy Maguire, era membre de l'IRA Provisional. Hughes, a la sèrie, va deixar el marit i els fills per lluitar per l'IRA, però a la realitat no va tenir fills fins més tard, amb Leonard Hardy, un altre membre de l'IRA. Va ser arrestada diverses vegades i finalment condemnada a Alemanya.
El paper de la Jeanine Maes està basat en Cees Verhaeren, que en realitat va dirigir l'equip d'investigació. Aquest policia també va ser negociador-coordinador de situacions d'ostatges i es va especialitzar en treballs d'intel·ligència treballant com a cap del Servei d'Intel·ligència Regional de Limburg. La cooperació que aconsegueix establir entre els diferents països veïns i la policia d'Irlanda del Nord ha quedat fidelment retratada.

## Curiositats
En l'atemptat del soldat britànic a Ostende condueix un Opel Rekord E1 amb el volant a la dreta. Això sembla un error, perquè avui dia tots els models d'Opel a la Gran Bretanya es venen amb el nom de Vauxhall. Tanmateix, això no és un error perquè el model Rekord E1 es va oferir oficialment a la Gran Bretanya.
Les matrícules alemanyes utilitzades a la sèrie són correctes per al període en termes generals (font tipogràfica i color). Però hi ha alguna matrícula que no es correspon:
- La policia de Wildenrath (districte de Heinsberg) porta un Volkswagen Golf II amb la placa de matrícula "HS-LS 382". Però els cotxes de policia alemanys en aquella època tenien el format "Districte de Matriculació-3XXX". Un exemple correcte seria "HS-3082".
- L'Oficina Federal d'Investigació Criminal (BKA) condueix un Mercedes-Benz amb matrícula "ROW-A 894". Com que el BKA té la seva seu a Wiesbaden, és molt poc probable que tingués cotxes amb matrícula del districte de Rotenburg, ROW.